# 동충동
동충동(東忠洞)은 대한민국 전북특별자치도 남원시의 행정동, 법정동이다. 넓이는 0.57km2이고, 인구는 2009년 기준으로 1,711세대, 4,425명이다.
남원읍성의 소재지였던 동충동은 남원시의 중심동으로 교통, 교육, 문화, 상권은 물론 거주지역이다. 남원공용버스터미널이 있으며, 2022년 3월을 마지막으로 폐쇄된 남원고속버스터미널의 운행 노선을 인수해 동년 4월부터 종합 터미널로 운영 중이다. 남원역도 일제강점기 때 동충동 옛 남원읍성 자리에 설치되었으며, 전라선을 복선화했을 때 선로를 이설하면서 만복사지 방향의 신정동으로 이전했다.

## 교육
- 남원용성초등학교